# Airbus
Airbus (произносится по-английски /ˈɛrbʌs/; по-французски Эрбю́с) — одна из крупнейших авиастроительных компаний в мире, образованная в конце 1960-х годов путём слияния нескольких европейских авиапроизводителей. Производит пассажирские, грузовые и военно-транспортные самолёты под маркой Airbus.
Хотя компания считается «европейским» авиапроизводителем, с правовой точки зрения она является французским юридическим лицом со штаб-квартирой в Бланьяке (пригород Тулузы, Франция). В 2001 году согласно законодательству Франции была объединена в акционерное общество или «S.A.S.» (фр. Société par Actions Simplifiée — упрощённое акционерное общество).

## История
На начало 1960-х годов на рынке авиалайнеров доминировали американские компании Boeing, McDonnell Douglas и Lockheed, европейские авиапроизводители не имели достаточных средств для разработки конкурентоспособных самолётов. В 1965 году начались переговоры об объединении ведущих компаний отрасли во Франции, Германии и Великобритании для разработки авиалайнера на 300 мест для полётов на средние дистанции. Вскоре Великобритания вышла из проекта, а французские и немецкие компании в мае 1969 года подписали соглашение, по которому в декабре 1970 года был создан консорциум G.I.E. Airbus Industrie, его штаб-квартира расположилась во Франции близ Тулузы, организационно он был устроен как groupement d’intérêt économique (G.I.E., группа экономических интересов). Учредителями стали французская компания Aérospatiale и немецкая Deutsche Airbus (позже ставшая Daimler-Benz Aerospace, в свою очередь она состояла из Messerschmitt-Bölkow-Blohm и VFW-Fokker). В 1971 году в консорциум вошла также испанская компания Construcciones Aeronauticas S.A. (CASA) с долей 4 %, а в 1979 году — британская Hawker Siddeley с долей 20 %. Большая часть фюзеляжа производилась в ФРГ, хвост — в Испании, крылья — в Великобритании, окончательная сборка и внутренняя отделка — во Франции; первоначально планировалось использовать двигатели Rolls-Royce plc, но из-за отставания от плана пришлось использовать продукцию General Electric. Первый полёт A300 совершил 28 октября 1972 года, а регулярная эксплуатация началась в мае 1974 года компанией Air France; к 1975 году поступили заказы на 40 авиалайнеров — самолёт вызвал интерес экономным расходом горючего, но большинство авиакомпаний отнеслись с недоверием к новому производителю. Число заказов начало расти быстрей после того, как американская Eastern Air Lines приобрела сразу 4 самолёта A300.
В июле 1978 года началась разработка меньшего самолёта А310, его первый полёт состоялся в апреле 1982 году, первым покупателем стала Lufthansa. К 1980 году Airbus вышел на второе место в мире по производству самолётов (после Boeing). В 1984 году началось производство А320 (первый массовый пассажирский самолёт с электродистанционной системой управления, призванного составить конкуренцию Boeing 737. Большое количество заказов на A320 позволило Airbus к концу 1980-х годов начать приносить прибыль, убытки до этого в сумме по некоторым оценкам составили от 7 до 10 млрд долларов, консорциум сильно зависел от государственных субсидий (они оценивались в 12,5 млрд долларов). В начале 1990-х годов началось производство моделей А330 и А340, рассчитанный на большую вместимость и дальность полёта, чем предыдущие модели. К 1992 году почти все крупные американские авиакомпании эксплуатировали самолёты Airbus, а в 1994 году консорциум вышел на первое место в мире по количеству заказанных авиалайнеров. В 1997 году было создано подразделение частных самолётов Airbus Corporate Jetliner, а через два года — военных самолётов Airbus Military.
В конце 1990-х годов началась реорганизация консорциума, вылившаяся в создание в 2000 году зарегистрированной в Нидерландах акционерной компании European Aeronautic Defence and Space Company NV (EADS, «Европейская авиационная, оборонная и космическая компания»), в 2014 году она сменила название на Airbus Group, а в 2017 году — на Airbus SE. Airbus в марте 2006 года объявил о закрытии поточной линии A300/A310, производившегося на протяжении более чем 30 лет, последняя поставка была произведена 12 июля 2007 года. В 2007 году началось производство модели А380, самого большого авиалайнера (вместимость до 853 пассажиров), первая машина была поставлена авиакомпании Singapore Airlines 15 октября 2007 года. В 2012 году начался выпуск А350, он заменил A340, снятый с производства в 2011 году. Первый A350-900 был передан авиакомпании Qatar Airways 13 декабря 2014 года.
В декабре 2015 года было объявлено о старте разработки и строительства межпланетной станции JUICE (Jupiter Icy Moons Explorer), в котором примут участие компания Airbus Defence and Space и Европейское космическое агентство (ЕКА). Сумма контракта составила 350 миллионов евро. Предполагалось, что станцию возведут до 2022 года и она будет служить для исследования Юпитера, а также его ледяных спутников: Европы, Ганимеда и Каллисто. О своём участии в проекте также заявили более 60 компаний. Производство основных элементов JUICE намечено во Франции, Германии, Великобритании и Испании. Согласно заявленным планам, станцию оснастят самыми большими солнечными батареями (площадь панелей — 97 квадратных метров). Стартовая масса корабля — 5,5 тонны. Во время перелёта от Земли к Юпитеру станция преодолеет расстояние в почти 600 миллионов километров.

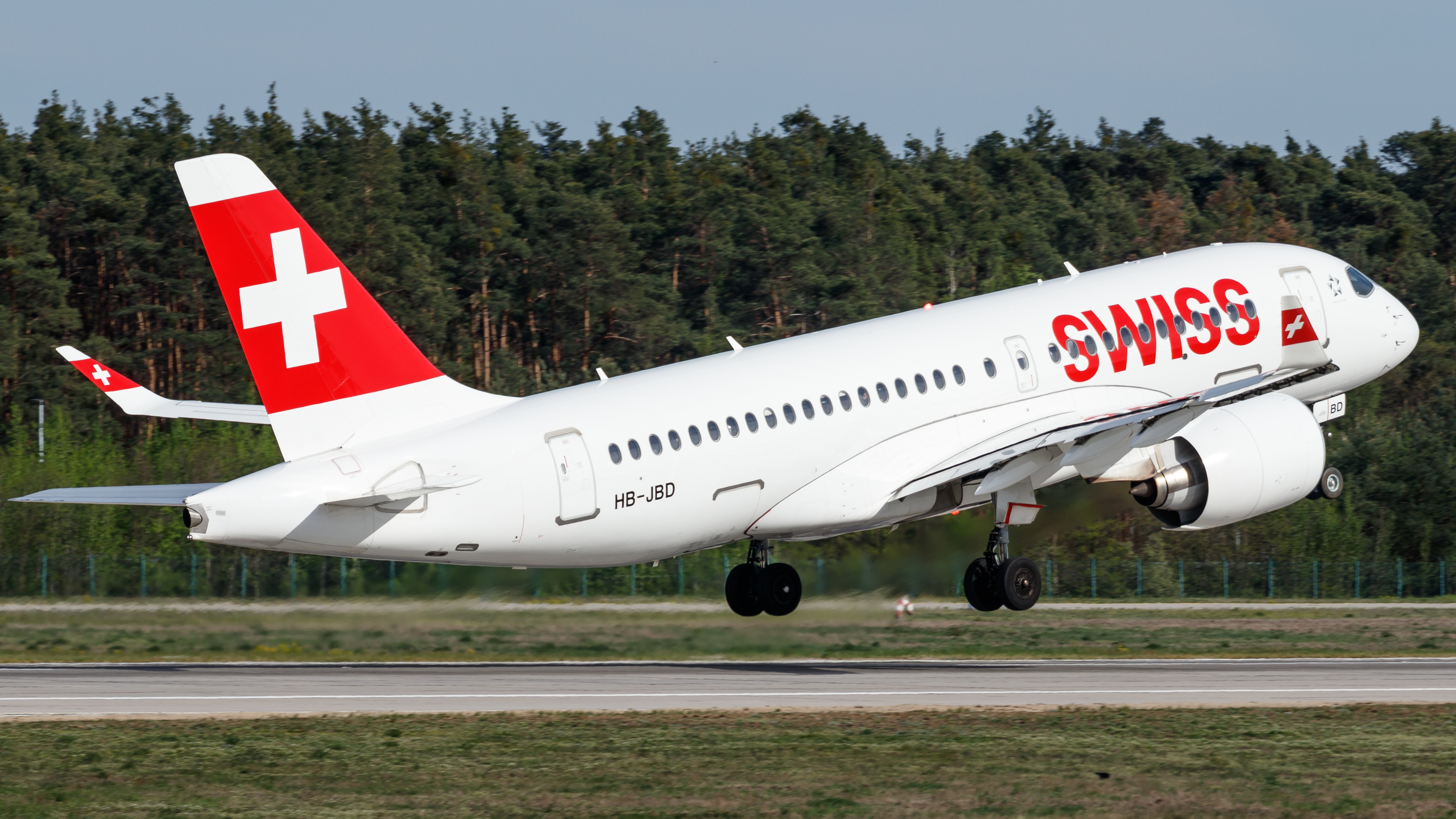
Airbus A220

В октябре 2016 года компания произвела 10 000-й самолёт. 19 октября 2017 года самолёт нового поколения A330neo совершил свой первый полёт, лайнер будет конкурировать с Boeing 787 Dreamliner.
27 мая 2021 года концерн заявил, что ожидает постепенного восстановления рынка коммерческих самолётов к допандемическому уровню в 2023—2025 годах.

## Собственники и руководство
Единственным акционером Airbus является компания Airbus SE (до 2014 называлась EADS). До октября 2006 года 20 % акций принадлежало британской BAE Systems; этот пакет был выкуплен EADS за 2,75 млрд евро.
C 2012 года президентом компании является Фабрис Брежье.

## Деятельность и финансовые показатели
Штат сотрудников Airbus составляет порядка 50 тыс. человек и сосредоточен в основном в четырёх европейских странах: Франция, Германия, Великобритания, Испания. Окончательная сборка продукции осуществляется на заводах компании в городах Тулузе (Франция) и Гамбурге (Германия).
В 2006 году компания приняла заказы на поставку 824 новых лайнеров суммарной стоимостью 75,1 млрд долларов. Всего заказчикам в 2006 году было поставлено 434 машины.
Выручка Airbus в 2006 году составила 26 млрд евро (в 2005 году — 23,5 млрд евро).
По итогам 2007 года Airbus поставил заказчикам 453 коммерческих самолёта. Портфель заказов вырос до 1341 самолёта.

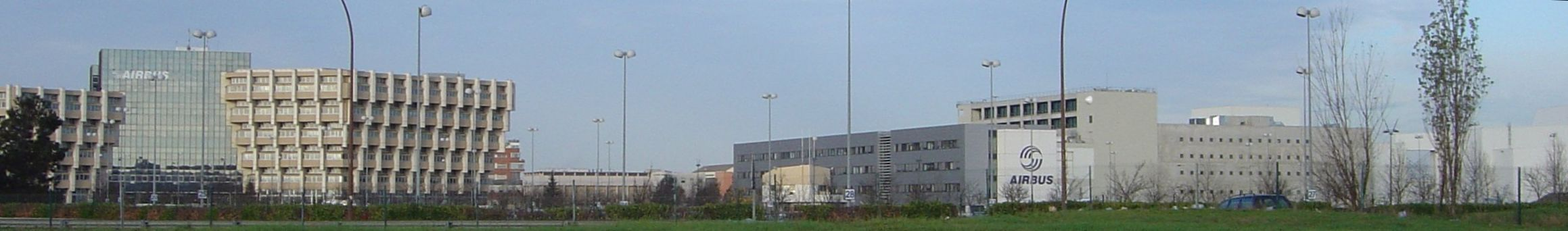
Главная фабрика Airbus в Тулузе

### Конкуренция сBoeing
Boeing и Airbus являются крупнейшими производителями гражданских самолётов в мире и глобальными конкурентами.
- B-737 и A320. Самолёты средней вместимости для авиалиний средней протяжённости, каждый тип имеет множество модификаций. В последние годы A320 продаются в больших объёмах, нежели продукция Boeing[13][14].

|       | 2011 | 2010 | 2009 | 2008 | 2007 | 2006 | 2005 | 2004 | 2003 | 2002 | 2001 | 2000 |
| A320  | 421  | 401  | 402  | 386  | 367  | 339  | 289  | 233  | 232  | 236  | 257  | 241  |
| B-737 | 372  | 376  | 372  | 290  | 330  | 302  | 212  | 202  | 173  | 223  | 299  | 281  |

|       | 1999 | 1998 | 1997 | 1996 | 1995 | 1994 | 1993 | 1992 | 1991 | 1990 | 1989 | 1988 |
| A320  | 222  | 168  | 127  | 72   | 56   | 64   | 71   | 111  | 119  | 58   | 58   | 16   |
| B-737 | 320  | 281  | 135  | 76   | 89   | 121  | 152  | 218  | 215  | 174  | 146  | 165  |

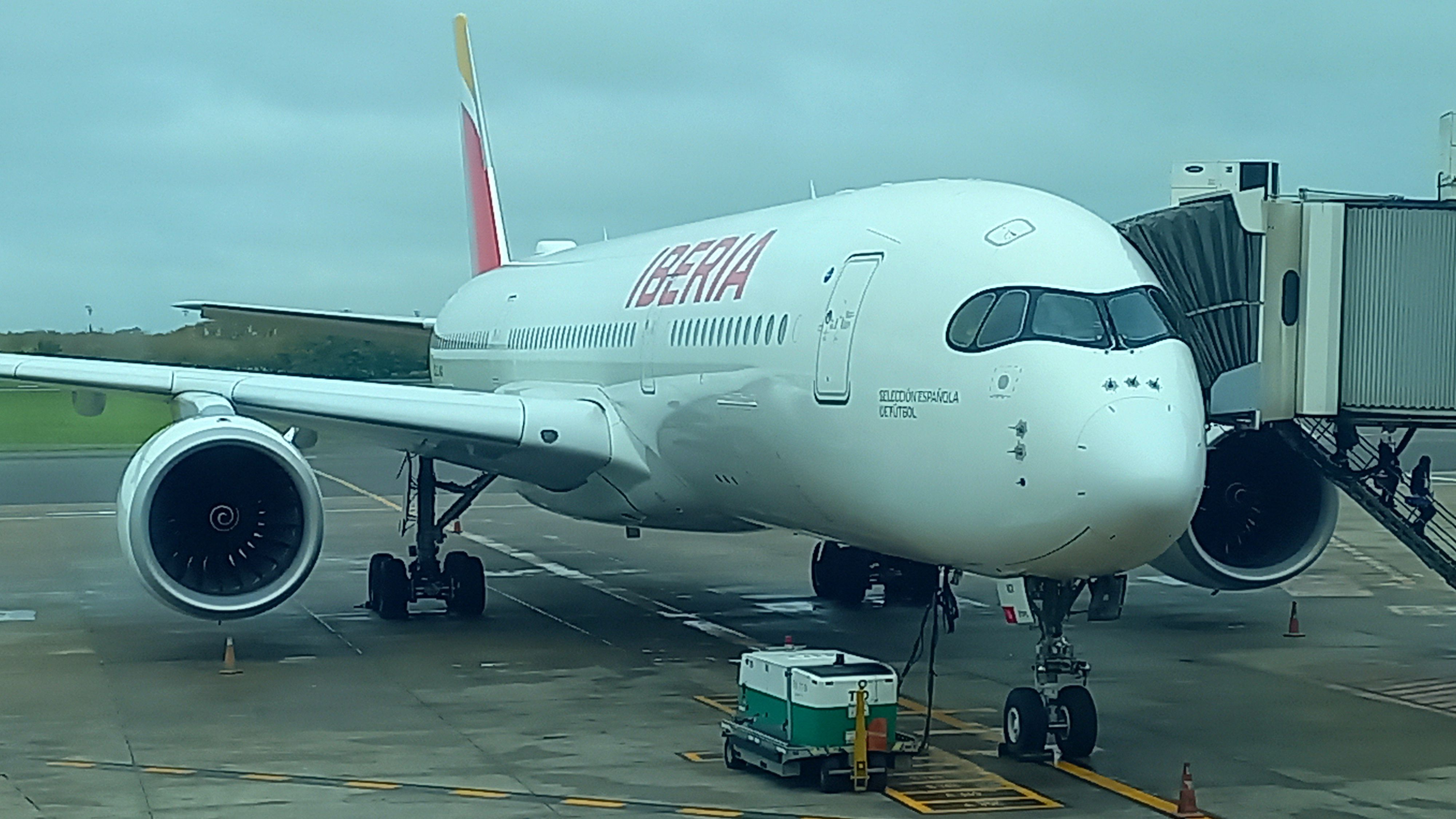
Airbus A350-900

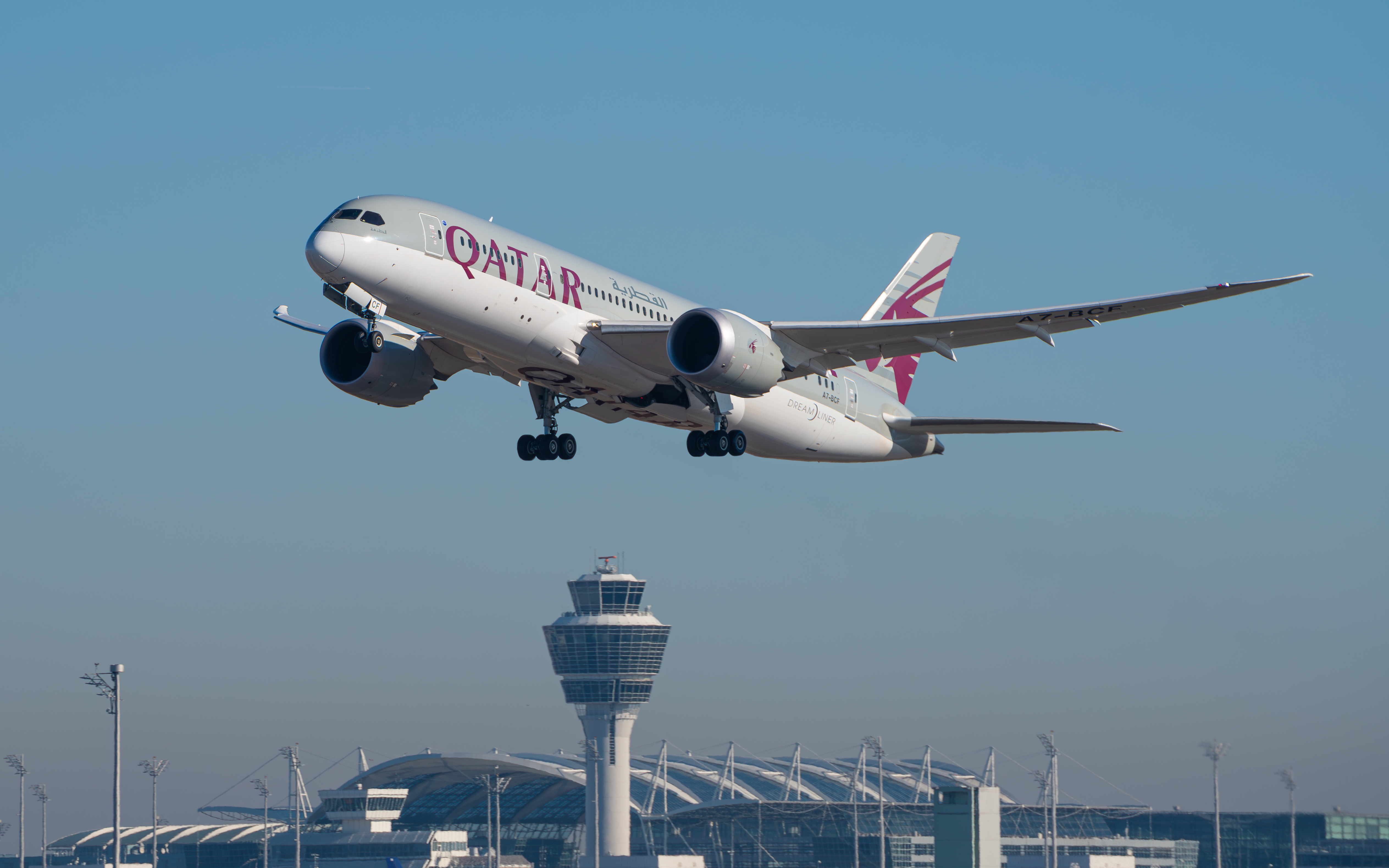
Boeing 787 Dreamliner — конкурент Airbus A350

- B-747 и A380. Самолёты большой вместимости для авиалиний средней и большой протяжённости. Азиатские авиакомпании, традиционные пользователи 747-х, являются основными заказчиками А380. В настоящее время B-747 производятся в количестве не более 10 штук в год, новых заказов на пассажирские машины очень мало (из 99 заказанных с начала 2006 года B-747 только 27 — пассажирские). В то же время портфель заказов A380 с начала 2006 года увеличился на 60 пассажирских лайнеров[15][16].

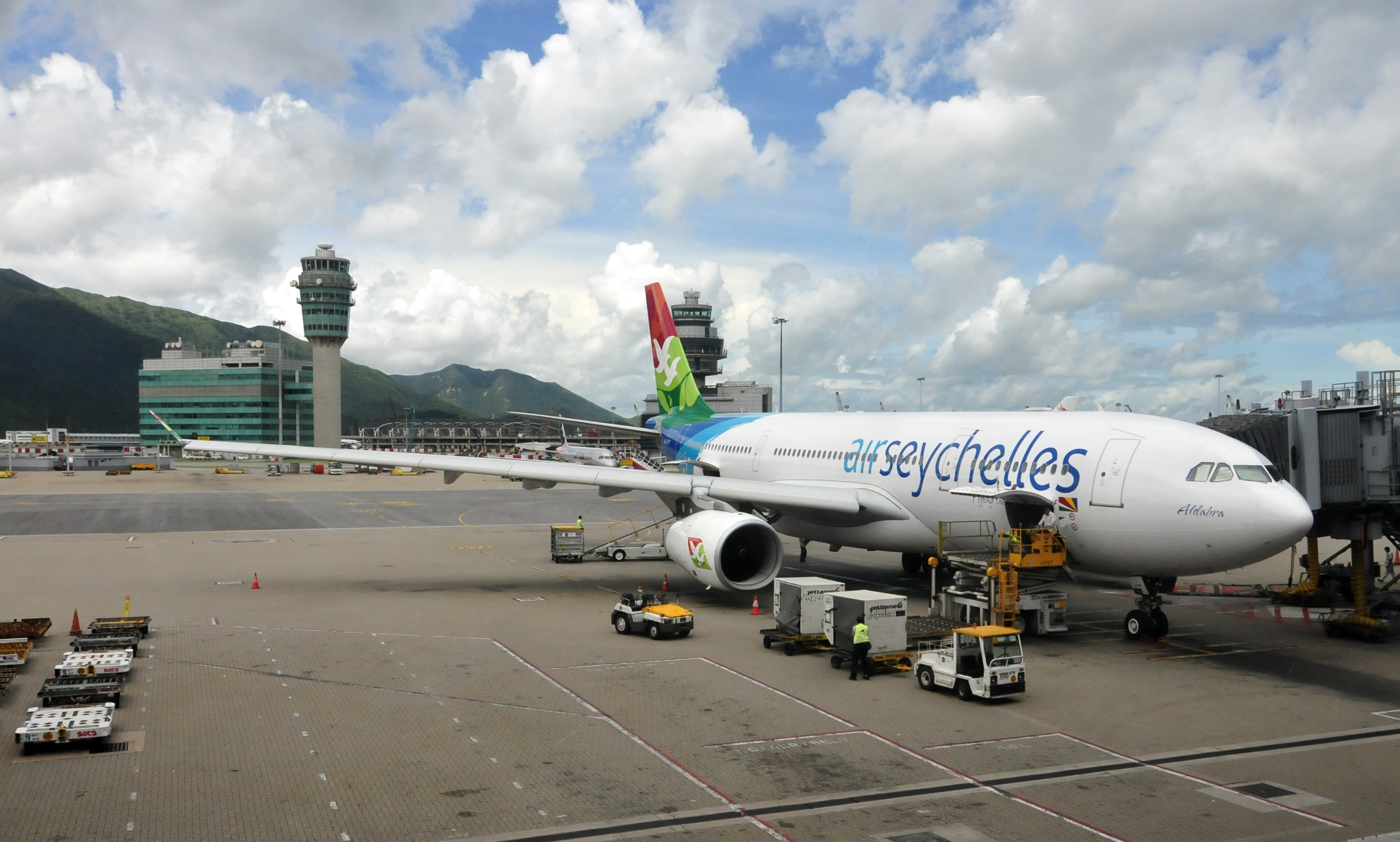
Airbus A330-200

- B-767, B-787 и A330. Самолёт Airbus является коммерчески более успешным в последние годы[15][16]. В 2011 году начались поставки нового типа самолётов B-787.

|       | 2011 | 2010 | 2009 | 2008 | 2007 | 2006 | 2005 | 2004 | 2003 | 2002 | 2001 | 2000 | 1999 | 1998 | 1997 | 1996 | 1995 | 1994 |
| A330  | 87   | 87   | 76   | 72   | 68   | 62   | 56   | 47   | 31   | 42   | 35   | 43   | 44   | 23   | 14   | 10   | 30   | 9    |
| B-767 | 20   | 12   | 13   | 9    | 12   | 12   | 10   | 9    | 24   | 35   | 40   | 44   | 44   | 47   | 42   | 43   | 37   | 41   |
| B-787 | 3    | 0    | 0    | 0    | 0    | 0    | 0    | 0    | 0    | 0    | 0    | 0    | 0    | 0    | 0    | 0    | 0    | 0    |

- B-777 и A340. Оба самолёта появились одновременно, но за счёт большей топливной эффективности B-777 и ряда других факторов американская компания продала вдвое больше машин, чем их европейские конкуренты[15][17].

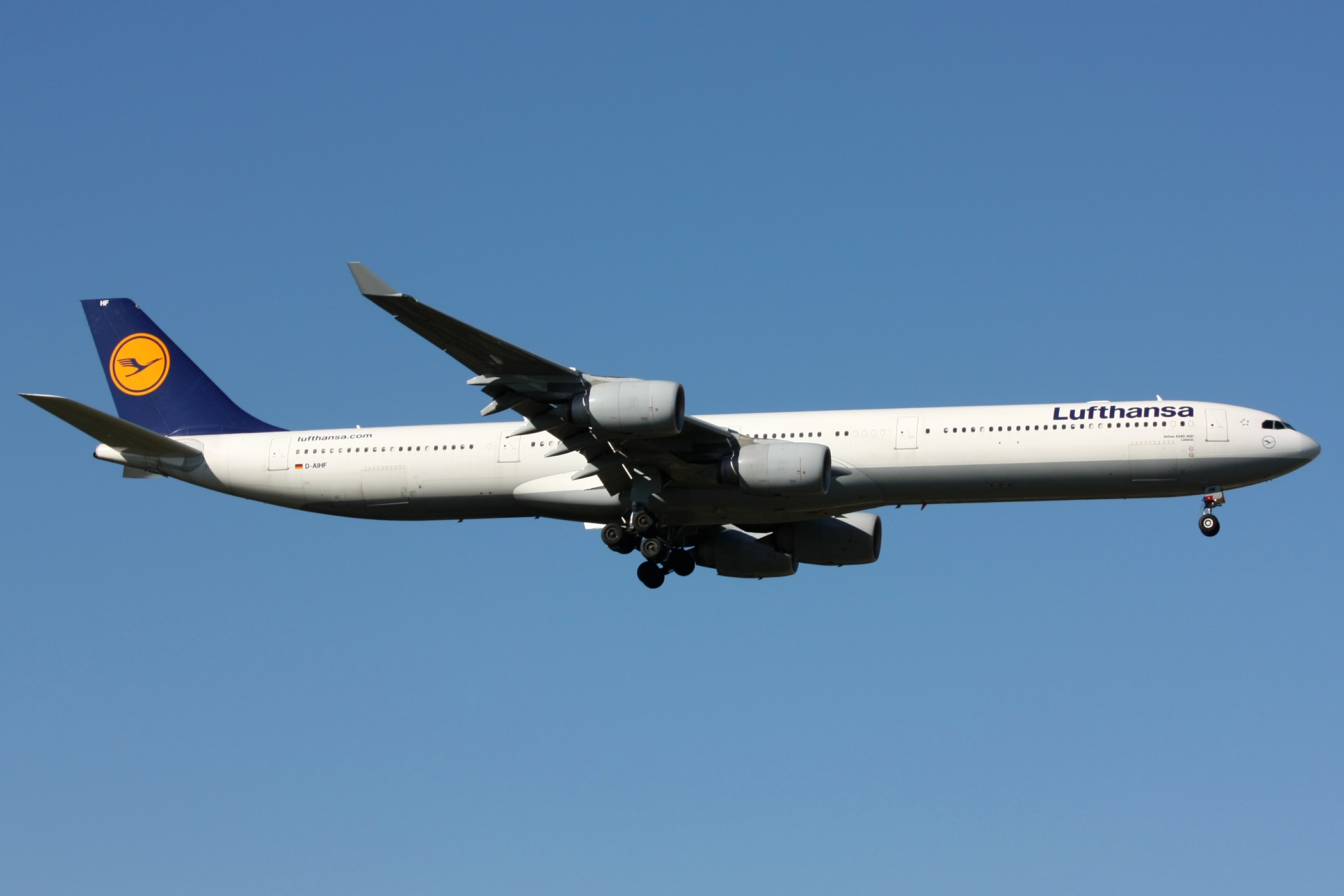
Airbus A340-600

|       | 2009 | 2008 | 2007 | 2006 | 2005 | 2004 | 2003 | 2002 | 2001 | 2000 | 1999 | 1998 | 1997 | 1996 | 1995 | 1994 | 1993 |
| ----- | ---- | ---- | ---- | ---- | ---- | ---- | ---- | ---- | ---- | ---- | ---- | ---- | ---- | ---- | ---- | ---- | ---- |
| B-777 | 88   | 61   | 75   | 65   | 40   | 36   | 39   | 47   | 61   | 55   | 83   | 74   | 59   | 32   | 13   | 0    | 0    |
| A-340 | 8    | 13   | 11   | 24   | 24   | 28   | 33   | 16   | 22   | 19   | 20   | 24   | 33   | 28   | 19   | 25   | 22   |

### Airbus в России
До вторжения России на Украину, российская компания «ВСМПО-АВИСМА» обеспечивала более половины потребности Airbus в титане, поставляя 65 % необходимого ей титана.
В 2004 году было подписано соглашение с российской группой компаний «СУАЛ» о возможных будущих поставках алюминиевых материалов. По информацми представителей Airbus, поставки начались в 2009 году.
В марте 2003 года начал работу Инженерный центр ECAR — российская компания, основанная Airbus и Группой компаний «Каскол», и первое конструкторское бюро, созданное Airbus в Европе за пределами своих стран-участниц. Официальная церемония открытия состоялась 3 июня 2003 года.
В декабре 2003 года Airbus был подписан контракт с нижегородским авиазаводом «Сокол» о производстве компонентов для самолётов Airbus в России.
В декабре 2004 года Airbus разместил заказы на изготовление узлов для самолётов семейства А320 в корпорации «Иркут». В конце 2005 года в корпорации «Иркут» (на Иркутском авиационном заводе) и на Воронежском авиастроительном объединении были размещены дополнительные заказы на компоненты для самолётов семейств А320, А330/А340 и А380.
В октябре 2006 года было подписано трёхстороннее соглашение между Airbus, германской EFW (Elbe Flugzeugwerke Gmbh) и «Иркутом» о создании совместного предприятия по модификации пассажирских самолётов семейства А320 в грузовые самолёты. Однако в июне 2011 года было объявлено о закрытии программы по «экономическим причинам».

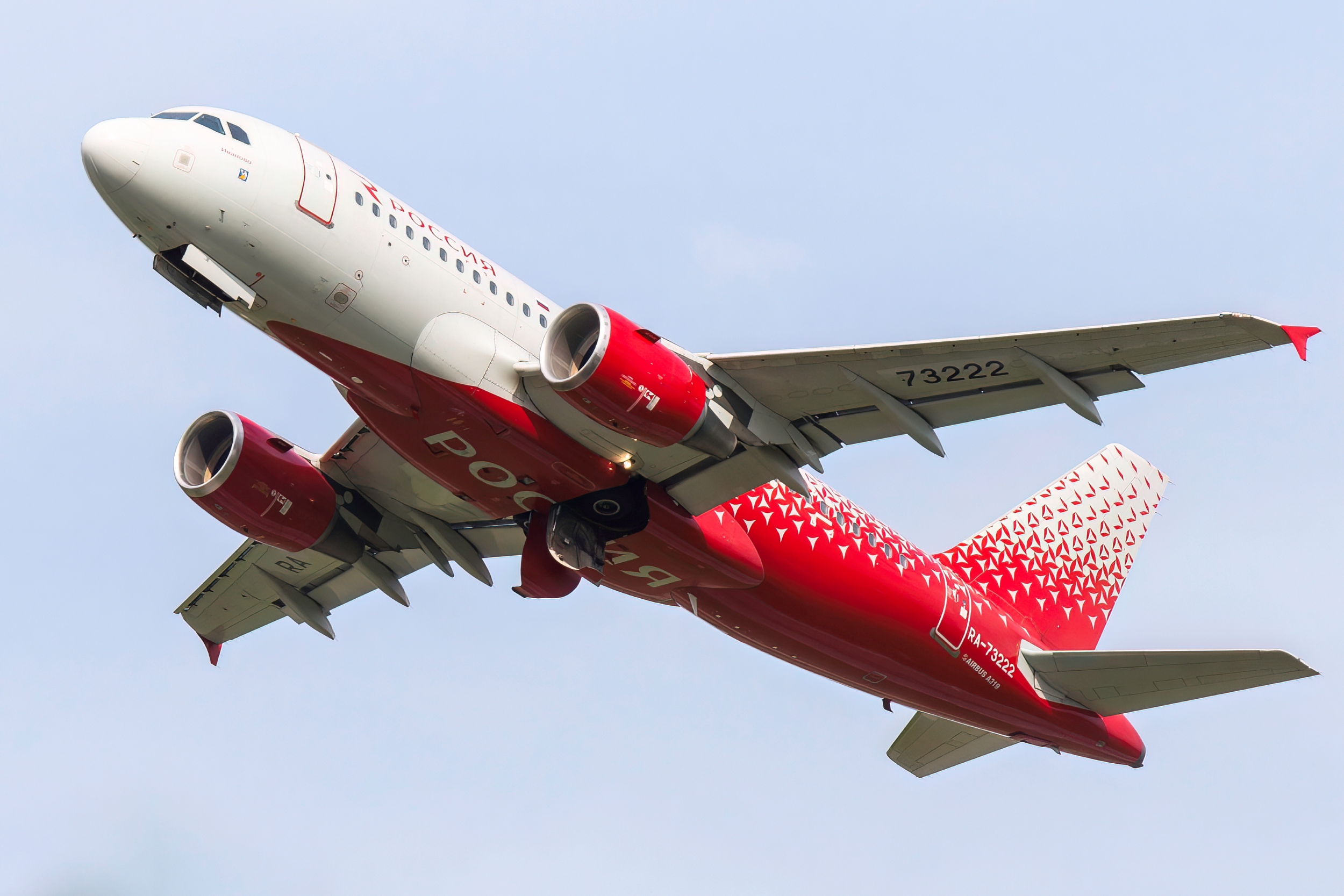
А320 — один из наиболее известных самолётов Airbus

В январе 2016 года Airbus и «Уральский завод гражданской авиации» объявили о заключении лицензионного договора на производство вертолётов Airbus Helicopters H135 в России. Серийное производство H135 было запущено в 1996 году. Airbus поставил заказчикам из разных стран около 1200 вертолётов семейства H135 Airbus Helicopters. Примерно 25 % мирового парка H135 используется как медицинские вертолёты; доля всей компании в этом сегменте рынка составляет около 60 %. В транспортном варианте H135 может транспортировать до семи пассажиров, в медицинской версии — одного-двух пострадавших и до четырёх сопровождающих лиц.
2 декабря 2022 года, на фоне вторжения России на Украину, Airbus заявил о разрыве связей с Россией относительно закупок титана и что за несколько месяцев откажется от поставки титана из России.

## Продукция

### Гражданские авиалайнеры

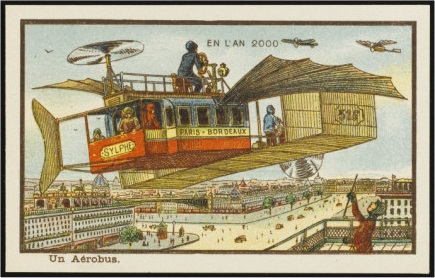
Фантастический предтеча Airbus — французский «Aérobus» XXI века. Карточка 1900 года

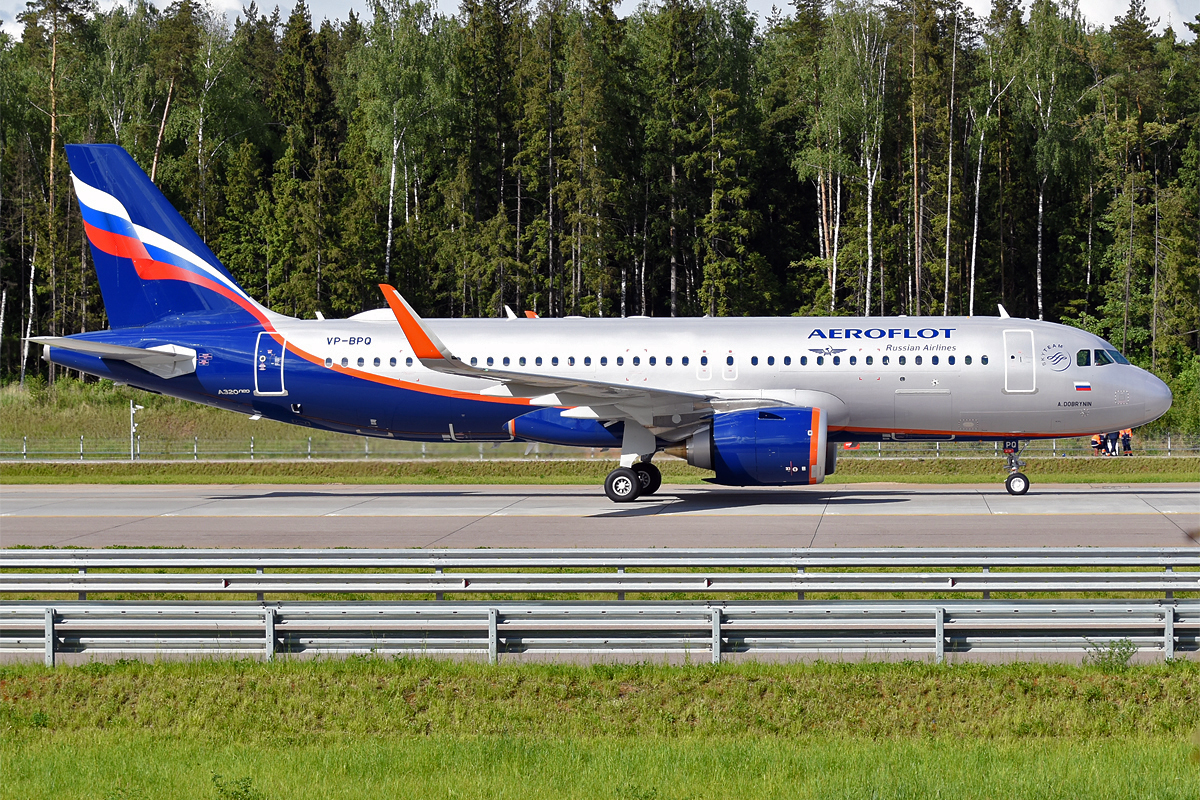
Airbus A320neo

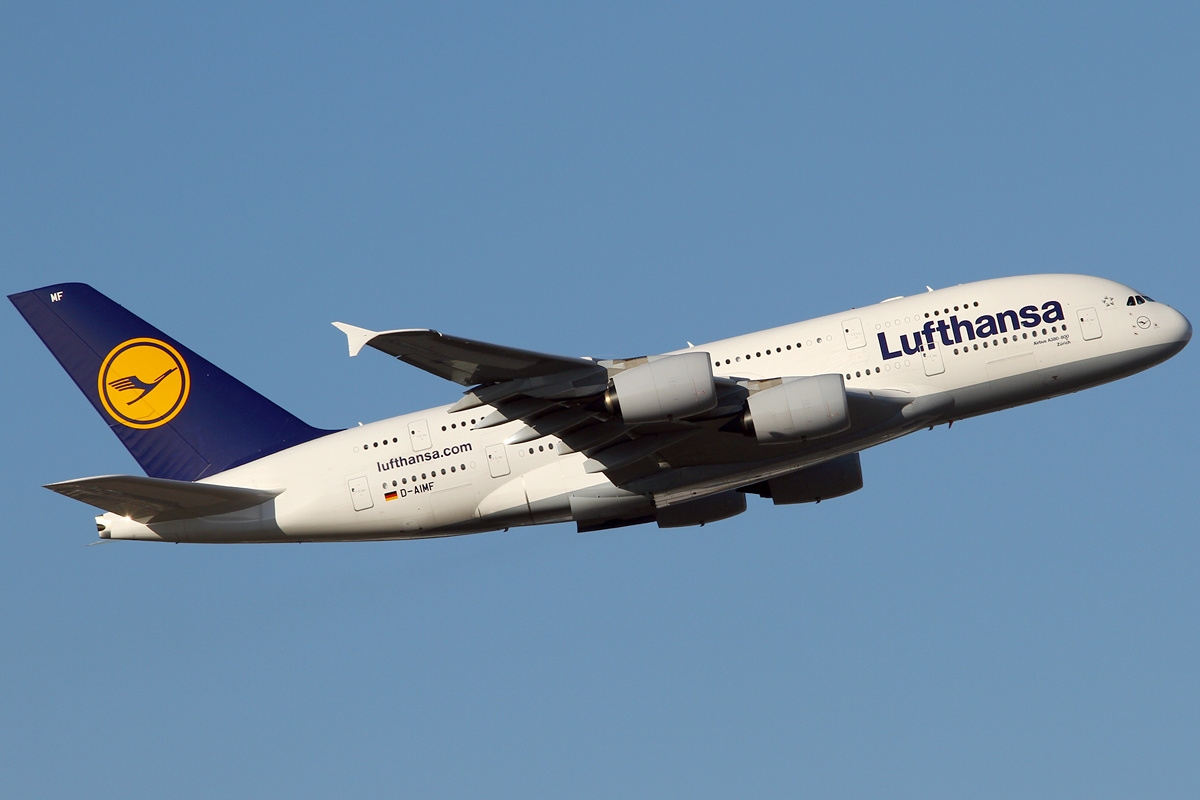
Airbus A380-800 — самый большой пассажирский лайнер в мире

Модельный ряд продукции Airbus начался в начале 1970-х годов с двухдвигательного самолёта A300. Укороченный вариант A300 известен как A310. Этот самолёт стал в начале 90-х годов первой «иномаркой» в российском ГВФ. Из-за недостаточного успеха модели A300, Airbus начал разработку среднемагистрального проекта A320 с инновационной системой управления fly-by-wire. Совершивший первый полёт в 1987 году, A320 стал самым большим коммерческим успехом для компании. Airbus A318 и A319 являются укороченными вариантами А320, которые с некоторыми изменениями предлагаются Airbus’ом для рынка корпоративных реактивных самолётов (Airbus Corporate Jet). Удлинённая версия А320 известна как A321 и конкурирует с более поздними моделями Boeing 737.
Вдохновлённое успехом семейства А320, руководство компания Airbus решилось на разработку семейства ещё бо́льших авиалайнеров. Так появились двухдвигательный A330 и четырёхдвигательный A340. Одной из ключевых особенностей новых самолётов является новая конструкция крыла, оно имеет большую относительную толщину, которая увеличивает его конструктивную эффективность и внутренние объёмы для топлива. Airbus A340-500 имеет дальность полёта 16 700 километров, это второй результат по дальности полёта коммерческого реактивных самолётов, после Boeing 777-200LR (дальность 17 446 км). Однако, A340 не мог похвастаться коммерческим успехом по сравнению с конкурирующей машиной от Boeing, так как в 2005 году у компании Airbus было заказано всего 11 А340, в то время как его основной конкурент получил заказов больше, чем на 150 единиц 777-200LR. В результате осенью 2011 года было официально объявлено о прекращении производства данной модели самолёта.
| Модель | Описание                                                    | Посадочных мест | Дата выпуска  | 1-й полёт             | 1-я поставка      | Эксплуатация    |
| ------ | ----------------------------------------------------------- | --------------- | ------------- | --------------------- | ----------------- | --------------- |
| А220   | 2 двигателя, узкофюзеляжный, бывший Bombardier CSeries      | 130-160         | Июль 2018     | 16 сентября 2013 года | 15 июля 2016 года | Эксплуатируется |
| A300   | 2 двигателя, широкофюзеляжный                               | 250-375         | Сентябрь 1969 | 28 октября 1972       | Май 1974          | Июль 2007       |
| A310   | 2 двигателя, широкофюзеляжный, модифицированный A300        | 200-280         | Июль 1978     | Апрель 1982           | Декабрь 1985      | Июль 2007       |
| A318   | 2 двигателя, узкофюзеляжный, A320 укороченный на 6,17 м     | 105             | Апрель 1999   | Январь 2002           | Октябрь 2003      | Эксплуатируется |
| A319   | 2 двигателя, узкофюзеляжный, A320 укороченный на 3,77 м     | 110-120         | Июнь 1993     | Январь 1995           | Апрель 1996       | Эксплуатируется |
| A320   | 2 двигателя, узкофюзеляжный, базовая модель в семействе     | 150-180         | Март 1984     | Февраль 1987          | Март 1988         | Эксплуатируется |
| A321   | 2 двигателя, узкофюзеляжный, A320 удлинённый на 6,94 м      | 170-220         | Ноябрь 1989   | Март 1993             | Январь 1994       | Эксплуатируется |
| A330   | 2 двигателя, широкофюзеляжный                               | 241-440         | Июнь 1987     | Ноябрь 1992           | Январь 1994       | Эксплуатируется |
| A340   | 4 двигателя, широкофюзеляжный                               | 261-440         | Июнь 1987     | Октябрь 1991          | Январь 1993       | Эксплуатируется |
| A350   | 2 двигателя, широкофюзеляжный                               | 260-350         | Октябрь 2005  | 14 июня 2013          | Декабрь 2014      | Эксплуатируется |
| A380   | 4 двигателя, широкофюзеляжный, имеет две полноценные палубы | 407-840         | Декабрь 2002  | 27 апреля 2005        | Октябрь 2007      | Эксплуатируется |

### CityAirbus
11 марта 2019 года компания Airbus приступила к испытаниям своего аэротакси, получившего название CityAirbus. CityAirbus представляет собой машину с четырьмя посадочными местами и внешне похожа на беспилотный летательный аппарат. Прототип работает на электрической тяге. Предполагается, что такие аэротакси смогут летать в крупных городах из центра до аэропорта.